# Smooth Talk
Pour plus de détails, voir Fiche technique et Distribution.
Smooth Talk est un film américain réalisé par Joyce Chopra, sorti en 1985.

## Synopsis
Connie Wyatt, une jeune fille de 15 ans, passe l'été en Californie du nord dans la maison de campagne familiale avec ses parents, Katherine et Harry, et June, sa sœur. Elle passe son temps libre à traîner dans le centre commercial avec ses amies et à flirter avec les garçons. Elle éveille l'intérêt d'Arnold Friend, un mystérieux étranger qui a adopté le look et les manières de James Dean et se montre tour à tour séducteur et menaçant.

## Fiche technique
- Titre : Smooth Talk
- Réalisation : Joyce Chopra
- Scénario : Tom Cole, d'après la nouvelle Where Are You Going, Where Have You Been? (en) de Joyce Carol Oates
- Photographie : James Glennon
- Montage : Patrick Dodd
- Musique : Russ Kunkel et Bill Payne
- Décors : David Wasco
- Sociétés de production : American Playhouse et Goldcrest Films International
- Pays de production :  États-Unis,  Royaume-Uni
- Langue originale : anglais
- Format : couleur - 1,85:1 - son mono
- Genre : drame
- Durée : 92 minutes
- Dates de sortie : 
  - États-Unis : 17 novembre 1985
  - BLU-RAY : 5 mars 2024 chez Carlotta Films, Mais pas de VF que la VOstFR

## Distribution
- Laura Dern : Connie Wyatt
- Treat Williams : Arnold Friend
- Mary Kay Place : Katherine
- Margaret Welsh : Laura
- Sarah Inglis : Jill
- Levon Helm : Harry
- Elizabeth Berridge : June

## Accueil
Le film n'a bénéficié que d'une sortie limitée au cinéma. Il obtient 78 % de critiques positives, avec une note moyenne de 6,6/10 et sur la base de 9 critiques collectées, sur le site Rotten Tomatoes.
Il a remporté le Grand prix du jury du Festival de Sundance et a été nommé aux Independent Spirit Awards dans les catégories du meilleur film, de la meilleure réalisation, de la meilleure actrice (Laura Dern), du meilleur acteur (Treat Williams) et du meilleur scénario.